# Кахраманмараш (вилајет)
Вилајет Кахраманмараш (тур. Kahramanmaraş ili; или једноставније Вилајет Мараш) је вилајет у Турској. Престоница вилајета је град Кахраманмараш.

## Географија
У Кахраманмарашу се налази место пресека између 37. северне паралеле и 37. источног меридијана.

## Окрузи
Вилајет Кахраманмараш је подељен на 10 округа (престоница подебљана):
- Афшин
- Андирин
- Чаглајанџерит
- Екинозу
- Елбистан
- Гоксун
- Кахраманмараш
- Нурхак
- Пазарџик
- Туркоглу

## Економија
Мараш је у историји био познат по злату. Текстилна индустрија је релативно нова.

## Образовање
Универзитет Сутчу Имам у Кахраманмарашу је недавно основани универзитет који укључује социјалне, језичке и техничке науке као и медицинско образовање.

## Кухиња
Најпознатији специјалитет вилајета је сладолед, "Марашки сладолед", доступан у професионалним сладоледарницама широм Турске. Сладолед има еластични састав и служи се са ножем и виљушком, обично је попраћен комадом баклаве. Сладолед се топи у устима док се жваће и има конзистенцију сличну жвакаћој гуми.
Марашка црвена паприка је такође добро позната по својој ароми, садржи витамин Ц и умерено је љута.